# Hotel Malše
Hotel Malše, původně známý jako hotel Imperial je památkově chráněná budova, která stojí v Českých Budějovicích naproti vlakovému nádraží. Byl postaven v roce 1924 podle návrhu Josefa Hauptvogela a jako hotel sloužil až do devadesátých let 20. století.

## Historie

### Hotel Imperial
V roce 1924 byl naproti českobudějovickému vlakovému nádraží dostavěn hotel Imperial. Jeho architektem byl Josef Hauptvogel, který se už dříve podílel na mnoha významných stavbách ve městě, jako byla budova justičního paláce nebo budova městské spořitelny. Hotel nabízel svým hostům 46 pokojů. V roce 1936 byl Imperial zaznamenán jako jediný hotel v Českých Budějovicích, který nabízel pokoje s vlastními koupelnami. V přízemí fungovala restaurace, o patro níže ještě vinárna. Přímo u hotelu pak byla konečná stanice českobudějovické tramvajové dopravy. Na konci druhé světové války sloužila vinárna hotelu Imperial jako kryt před leteckými nálety. Jižní křídlo budějovického vlakového nádraží bylo během bombardování zasaženo a tlakové vlny po výbuchu poškodily domy v okolí. Po konci války byla v roce 1946 přejmenována třída mezi hotelem Imperial a nádražím. Z Denisovy třídy, pojmenované po francouzském bohemistovi Ernestu Denisovi za jeho zásluhy na vzniku Československa, se stala třída presidenta Roosevelta.

### Hotel Malše
Po vyvlastnění hotelu v roce 1948 byl v roce 1952 přejmenován na hotel Malše. S tím souviselo i přejmenování nedalekého hotelu Grand na hotel Vltava. O tři roky později bylo přejmenovávání dokončeno, když byla třída presidenta Roosevelta přejmenována na Nádražní ulici. V květnu roku 1958 získal hotel Malše památkovou ochranu. Od znárodnění hotelu až do sametové revoluce byl provozovatelem hotelu Malše národní podnik Hotely a restaurace České Budějovice. V roce 1973 patřil mezi pět hotelů fungujících na území Českých Budějovic spolu s hotelem Zvon, hotelem Slunce, hotelem Vltava a hotelem Central. Hotel Malše v tu dobu nabízel 20 jednolůžkových a 14 dvoulůžkových pokojů, z nichž šest bylo vybaveno vlastní koupelnou. Více pokojů s vlastní koupelnou nabízel pouze hotel Zvon. Hotel Central později ukončil svou činnost, v roce 1983 byla však ubytovací kapacita českobudějovických hotelů opět navýšena otevřením nového hotelu Gomel. Také kapacita hotelu Malše se navýšila o čtyři další jednolůžkové pokoje. V devadesátých letech 20. století hotel Malše zanikl a prostory začala využívat Komerční banka.